# Clinocera australiana
Clinocera australiana är en tvåvingeart som beskrevs av Sinclair 2000. Clinocera australiana ingår i släktet Clinocera och familjen dansflugor. Inga underarter finns listade i Catalogue of Life.